# جزین (بجستان)
جزین، روستایی از توابع بخش مرکزی شهرستان بجستان در استان خراسان رضوی ایران است.
روستای جزین در فاصله ۴۵ کیلومتری شهر بجستان و در منطقه‌ای خوش آب و هوا واقع شده است. این روستای بزرگ در طول جغرافیایی ’۰۴/ ۵۸ و عرض جغرافیایی ’۲۰/ ۳۴ و ارتفاع ۱۴۱۰ متر از سطح دریا قرار دارد. روستای جزین به لحاظ اجرای طرح هادی و بهسازی و تأمین امکانات موفقیت‌های چشمگیری داشته است. جمعیت جزین در سال ۱۳۸۵، ۲۰۳۳ نفر و در سال ۱۳۷۵، ۱۷۸۲ نفر بوده است. جزین و آبادی‌ها و مزارع تابعه آن ۷۴ قنات کوچک و یک چاه عمیق و حدود ۸۰ هکتار اراضی کشاورزی دارد. چغندر، انار، زعفران، گندم، حبوبات و جالیز از تولیدات عمده کشاورزی روستای جزین است و به دلیل وجود بیش از ۱۱۰۰۰ راس دام سبک، بیش از ۳۵۰ راس گاو و ۲ واحد مرغداری گوشتی، در تولیدات دام و طیور نیز جایگاه قابل توجهی دارد. این روستا با توجه به اینکه مرکز دهستان است امکانات متنوعی دارد، مدارس ابتدایی، راهنمایی و دبیرستان به تفکیک دختران و پسران، خانه بهداشت و پزشک مستقر امکاناتی مثل مسجد، حسینیه و کتابخانه، امام زاده، سالن ورزشی، زمین فوتبال، دفاتر پست و مخابرات، فروشگاه تعاونی مصرف و تعاونی تولید کشاورزی، صندوق قرض الحسنه، سیستم جمع‌آوری زباله و غیره دارد. وجود بافت تاریخی منحصر شامل منازل قدیمی، مسجد، حمام، بادگیرها و آب انبارها به این روستا چهرهای متفاوت داده است که در صورت ثبت بافت قدیمی این روستا می‌تواند به عنوان یکی از جاذبه‌های فرهنگی و گردشگری در شهرستان بجستان مطرح شود.

## خانه احمدنژاد
خانهٔ احمدنژاد از آثار تاریخی روستای جزین (شهرستان بجستان_ استان خراسان رضوی) است. این بنا که متعلق به سید حسین احمدنژاد، مدیر مدرسهٔ روستا بوده است، درشمار خانه‌های اعیانی جزین محسوب شده و از لحاظ تاریخی متعلق به اواخر دوره قاجار و پهلوی اول است. بادگیر بلند و گچ بری‌های هنرمندانهٔ آن، بر زیبایی این بنای تاریخی افزوده است. خانه دارای مهمان خانه و اتاق بادگیر، اتاق نشیمن، انبار، مطبخ و آشپزخانه است. در بخش زیرین بادگیر، سرداب قرار دارد که هوا پس از گذشتن از بادگیر، اتاق راخنک می‌کند. در حیاط مرکزی، طبق سنت خانه‌های کویری، باغچه و شیر آب قرار دارد. همیشه کوزه گلی بزرگی در سایه برای نگهداری آب قرار داشته است. مصالح کف، خشت و دیوارهای خشت و گلی با نازک کاری گچی می‌باشد. این بنا در ۲ تیرماه ۱۳۹۹ در فهرست آثار ملی ثبت شد.

## جمعیت
این روستا مرکز دهستان جزین بوده و براساس سرشماری مرکز آمار ایران در سال ۱۳۹۰، جمعیت آن ۲٬۴۹۵ نفر (۷۴۷ خانوار) بوده است.

## مراسمات
جشن سده
یکی از اصیل‌ترین جشن‌های ایران باستان است که در روستای جزین نیز برگزار می‌شده و مردمان این منطقه این مراسم ارزشمند را تا به امروزحفظ کرده‌اند.
زمان برگزاری این جشن شامگاه نهم بهمن ماه و طلاقی دو چله بزرگ و کوچک است. مردم در این شب‌ها با افروختن آتش بر بلندای بام‌ها و درب خانه‌ها دور هم جمع می‌شوند و آوازهای محلی می‌خوانند
- فهرست روستاهای ایران